# Креслення
Кре́слення — дисципліна зі створення стандартизованих технічних рисунків, що виконуються фахівцями інженерами, архітекторами тощо.

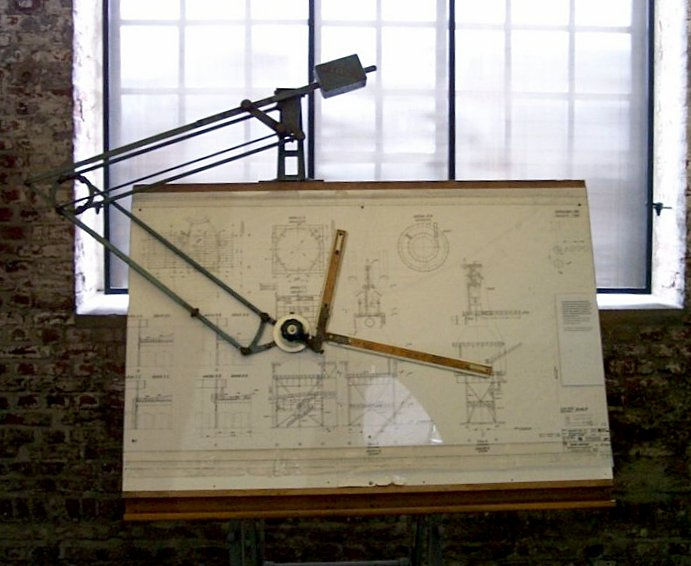
Креслярська дошка (кульман)

Застосовують також термін технічне креслення — курс креслення, в якому розглядаються прийоми і правила виконання та оформлення креслеників машин та їх деталей, конструкцій, будівель та інших технічних об'єктів.

## Загальний опис
Кресленик — це графічний конструкторський документ, що визначає конструкцію виробу, а також містить відомості, необхідні для розроблення, виготовлення, контролю, монтажу й експлуатації виробу, включаючи його ремонт. Те саме, що креслення.
Технічний кресленик, кресленик — технічна інформація, графічно подана на носієві інформації за встановленими правилами і зазвичай з дотриманням масштабу.
Види креслеників, як приклад, за ДСТУ 3321:2003:
- Складальний кресленик (кресленик складальної одиниці) — кресленик, що містить зображення складальної одиниці, дані, необхідні для її складання (виготовлення) і контролю.
- Кресленик загального виду — кресленик (вид графічного конструкторського документа), що визначає конструкцію виробу, взаємодію його складових частин і пояснює принцип роботи виробу.
- Монтажний кресленик — кресленик що містить контурне (спрощене) зображення виробу, а також дані, потрібні для його встановлення (монтажу) на місці застосування.
- Кресленик деталі (робочий кресленик) — кресленик, який містить зображення деталі та інші дані, згідно з якими її виготовляють і контролюють.

## Термінологія
В українській мові умовне графічне зображення якогось об'єкта (машини, споруди, виробу тощо), виконане за допомогою креслярських інструментів на папері, кальці тощо або з допомогою комп'ютера в САПР має назву «кресленик» та «креслюнок».
За ДСТУ 3321:2003 у системі конструкторської документації, у довідковій та навчально-методичній літературі, що стосується конструкторської документації слід вживати «кресленик» (слово «креслення» вживається лише у значенні процесу створення кресленика або як назва навчальної дисципліни).

## Формати аркуша паперу

Аркуші формату А

Міжнародний стандарт розмірів аркушів, ISO 216 (ДСТУ ISO 5457:2006; ГОСТ 2.301-68), побудовано на основі німецького стандарту розмірів аркушів DIN 476. В стандарті ISO відношення ширини до довжини аркушів різних форматів однакова, та дорівнює {\displaystyle {\sqrt {2}}}), або приблизно 1 : 1,4142. Базовим форматом аркуша паперу є A0, площа якого дорівнює 1 м². Кожен з наступних форматів аркушів A1, A2, A3, і т. д., має вдвічі меншу площу за попередній. Ці формати за ГОСТ 2.302-68 мають назву «основні формати».
Основний формат — формат конструкторського документа, якому віддають перевагу, розміри сторін якого становлять 1189 мм × 841 мм (A0) або одержаний послідовним діленням його на дві рівні частини паралельно до меншої сторони до формату 297 мм × 210 мм (A4).
Додатковий формат — формат конструкторського документа, який утворюють збільшенням меншої сторони будь-якого основного формату на величину, кратну до її розміру.

## Масштаби
Масштабом називається відношення лінійних розмірів зображення, поданого на кресленні, до відповідних розмірів предмета.
Зображення предмета на кресленику може бути виконано в натуральну величину, зменшеним або збільшеним.
ГОСТ 2.302-68 встановлює наступний ряд масштабів зображень на кресленнях:
масштаби зменшення — 1:2; 1:2,5; 1:4; 1:5; 1:10; 1:15; 1:20; 1:25; 1:40; 1:50; 1:75; 1:100; 1:200; 1:400; 1:500; 1:800; 1:1000;
натуральна величина — 1:1;
масштаби збільшення — 2:1; 2,5:1; 4:1; 5:1; 10:1; 20:1; 40:1; 50:1; 100:1.
Масштаб зображення записують у відповідній графі основного напису креслення. Якщо деякі зображення креслення виконані у масштабі, який не збігається з масштабом, зазначеним в основному написі креслення, його записують у дужках поряд із позначенням виконаного нижче зображення.
Також чинний ДСТУ ISO 5455:2005, рекомендовані ряди для застосування на технічних креслениках масштабів наступні:
- масштаби зменшування: 1:2; 1:5; 1:10; 1:20; 1:50; 1:100; 1:200; 1:500; 1:1 000; 1:2000; 1:5000; 1:10 000.
- натуральна величина: 1:1.
- масштаби збільшування: 2:1; 5:1; 10:1; 20:1; 50:1.

За необхідності застосовувати більші чи менші масштаби ніж ті, що наведені вище, рекомендований ряд масштабів можна розширити в тому чи іншому напрямку за умови, що необхідний масштаб буде утворений з рекомендованого шляхом множення його на 10 у цілому степені.

## Лінії
Основними елементами будь-якого кресленика є лінії. В залежності від їх призначення вони мають відповідні тип і товщину. Зображення предметів на кресленні є поєднання різних типів ліній.
Типи ліній, їх призначення і товщина встановлені ГОСТ 2.303-68 (ISO 128) та/або ДСТУ ISO 128-24:2018. Суцільна товста основна лінія прийнята за вихідну. Товщина її S повинна вибиратися в межах від 0,6 до 1,5 мм. Вона вибирається в залежності від величини і складності зображення, формату аркуша та призначення креслення. Виходячи з товщини суцільної товстої основної лінії вибирають товщину інших ліній за умови, що для кожного типу ліній в межах одного креслення на всіх зображеннях вона буде однаковою.
Види, товщини та призначення ліній за ГОСТ 2.303-68
| Назва                                  | Товщина відносно товщини основної лінії | Основне призначення |
| -------------------------------------- | --------------------------------------- | --- |
| Суцільна товста                        | S                                       | Лінії видимого контуру. Лінії переходу видимі. Лінії контуру перерізу (винесеного та вхідного до складу розрізу). |
| Суцільна тонка                         | Від S/3 до S/2                          | Лінії контуру накладеного перерізу. Лінії розмірні та виносні. лінії штрихування. Лінії-виноски. Полиці ліній-виносок і підкреслювання написів. Лінії обмеження виносних елементів на видах, розрізах і перерізах. Лінії переходу уявні. Сліди площин, лінії побудови характерних точок при спеціальних побудовах. |
| Суцільна хвиляста                      | Від S/3 до S/2                          | лінії обриву. Лінії розмежування виду і розрізу. |
| Штрихова                               | Від S/3 до S/2                          | Лінії невидимого контуру. Лінії переходу невидимі. |
| Штрих-пунктирна тонка                  | Від S/3 до S/2                          | Лінії осьові та центрові. Лінії перерізів, що є осями симетрії для накладених або винесених перерізів. |
| Штрих-пунктирна потовщена              | Від S/3 до 2/3S                         | Лінії, що позначають поверхні, котрі підлягають термообробці або покриттю. Лінії для зображення елементів, розташованих перед січною площиною. |
| Розімкнена                             | Від S до 1,5 S                          | Лінії перерізів. |
| Суцільна тонка із зламом               | Від S/3 до S/2                          | Довгі лінії обриву. |
| Штрих-пунктирна з двома крапками тонка | Від S/3 до S/2                          | Лінії згину на розгортках. Лінії для зображення частин виробів у крайніх або проміжних положеннях. Лінії для зображення розгортки, суміщеної з виглядом. |

Зразки ліній
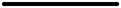
Суцільна товста
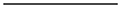
Суцільна тонка
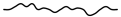
Суцільна хвиляста
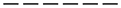
Штрихова
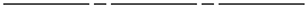
Штрих-пунктирна тонка
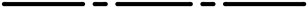
Штрих-пунктирна потовщена
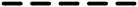
Розімкнена
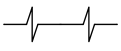
Суцільна тонка із зламом
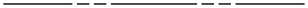
Штрих-пунктирна з двома крапками тонка

## Зображення

Правило розгортання проєкцій на основні площини

Основні види

Зображення у кресленні — це графічне відображення предмета на площині кресленика, отримане методами паралельного (переважно) або центрального проєкціювання.
Зображення деталей на креслениках повинні давати повне уявлення про їхню форму, розміри та інші дані, необхідні для їхнього виготовлення та контролю. При паралельному проєкціюванні вони поділяються на зображення, отримані методом ортогонального і зображення, отримані методом аксонометричного проєкціювання.

### Ортогональні проєкції
Зображення предметів переважно повинні виконуватися за методом ортогональних проєкцій. За основні площини проєкцій беруть шість граней пустотілого куба, всередині якого розміщують предмет, який проєктується на внутрішні грані куба.
Зображення на фронтальній площині проєкцій береться на кресленні за головний вид. Предмет на головному виді розміщують так, щоб його зображення давало найповніше уявлення про його форму.
Залежно від змісту зображення поділяють на види, розрізи, перерізи та виносні елементи.

#### Види
Правила зображення предметів (виробів) на кресленнях усіх галузей промисловості та будівництва встановлює міждержавний стандарт ГОСТ 2.305-68 та/або стандарти ДСТУ ISO 128-30:2005; ДСТУ ISO 128-34:2005; ДСТУ ISO 128-40:2005; ДСТУ ISO 128-44:2005; ДСТУ ISO 128-50:2005. При побудові ортогональних проєкцій за основні площини проєкцій беруть шість граней пустотілого куба (паралелепіпеда), всередині якого розміщують предмет, який проєктується на внутрішні грані куба, утворюючи основні види, до яких відносяться шість основних видів, які одержують на шести внутрішніх гранях куба: головний вид (вид спереду) — основний вид предмета на фронтальній площині проєкцій, який дає найповнішу уяву про його форму і розміри відносно якого розташовують інші основні види зверху, зліва, справа, знизу, ззаду.
Якщо якусь частину предмета (деталі) неможливо показати на основній площині проєкцій без спотворення її форм та розмірів, то застосовують допоміжні види.
Допоміжний вид — вид предмета на площині, непаралельній до жодної з основних площин проєкцій, призначений для неспотвореного зображення поверхні, якщо її неможливо отримати на основному виді.
Зображення окремої, вузько обмеженої частини поверхні деталі називають місцевим видом. Якщо місцевий вид виконується не в проєкційному зв'язку, його позначають.

#### Розрізи

Приклад виконання східчастого розрізу

Розріз — ортогональна проєкція предмета, який уявно розсічено однією чи декількома площинами для виявлення його невидимих поверхонь. Розріз є умовним зображенням, бо при його виконанні тільки умовно проводять січні площини та уявно не показують окремі частини предмета, які розміщені між спостерігачем і цими січними площинами й показують лише ті деталі та їхні частини, що розташовані за січною площиною.

#### Перерізи

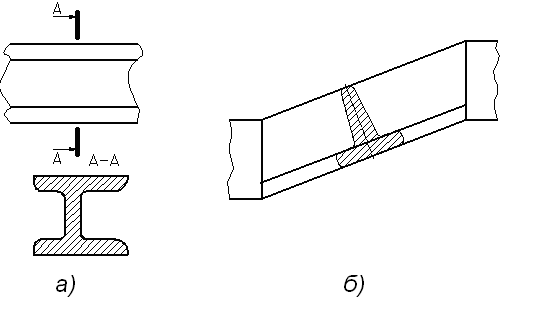
Приклади виконання перерізів за ГОСТ 2.305-2008:
а) винесений переріз;
б) накладений переріз

Переріз — ортогональна проєкція фігури, одержана в одній чи декількох площинах або поверхнях за уявного розсічення предмета, що проєктується.
Різницею між розрізом та перерізом є те, що в перерізі зображають лише те, що розміщене безпосередньо у січній площині, а все, що розміщене за нею, не зображується.

#### Виносні елементи
Виносний елемент — додаткове окреме, зазвичай збільшене, зображення частини предмета, щоб з'ясувати її форму, шорсткість поверхні та інші дані.

### Аксонометричні проєкції

Прямокутна ізометрична проєкція деталі типу «Втулка», виконана на основі її ортогональних проєкцій

Проте не завжди ортогональні проєкції мають достатню наочність. Тому виникає необхідність в таких зображеннях, які, маючи наочність, давали б уявлення про відносні розміри предмета та його форму. Таким видом зображень є аксонометричні проєкції. Вони передають одним зображенням просторову форму предмета. Таке зображення створює у людини враження, близьке до того, яке виходить при розгляданні предмета в натурі. За способом розташування системи координат і вибором напряму проєкціювання аксонометричні проєкції поділяються на:
- ізометричні;
- диметричні;
- триметричні.

## Написи на креслениках

Приклад написання букв української абетки креслярським шрифтом

Усі написи на креслениках виконуються креслярським шрифтом, розміри якого та накреслення літер, цифр та знаків встановлює ГОСТ 2.304-81 або ДСТУ ISO 3098-6:2007.
Згідно з вимогами стандарту шрифт буває без нахилу та з нахилом під кутом 75° до горизонту. На креслениках усі написи рекомендовано виконувати з нахилом літер, цифр та знаків.
ГОСТ 2.304-81 регламентує написання літер кирилиці, латинського та грецького алфавітів та арабських та римських цифр. У цьому стандарті також наведені приклади написання деяких знаків.
Шрифти розрізняють за розміром та типом. Розмір шрифту визначається розміром великої літери та береться з ряду: (1,8); 2,5; 3,5; 5; 7; 10; 14; 20; 28; 40. З цього ряду не рекомендується використовувати шрифт 1,8.
ГОСТ 2.304-81 встановлює типи шрифтів А та Б. Тип шрифту визначає товщину лінії накреслення шрифту. Цей параметр позначається літерою d.
Для типу А — d = 1/14h.
Для типу Б — d = 1/10h.
Дроби, показники, індекси і граничні відхилення виконуються відповідно розміром шрифту на один ступінь меншим, ніж розмір шрифту основної величини, до якої вони приписуються або однакового розміру з розміром шрифту основної величини.

## Креслення вручну
Виготовлення креслення починається з розміщення аркуша паперу чи іншого матеріалу на гладкій рівній поверхні з прямими кутами і прямими сторонами — зазвичай креслярській дошці або кульмані з використанням креслярського інструменту (олівця, лінійки, косинців, транспортира, трафаретів, циркуля, рейсшини, лекала, еліпсографа, пантографа тощо).

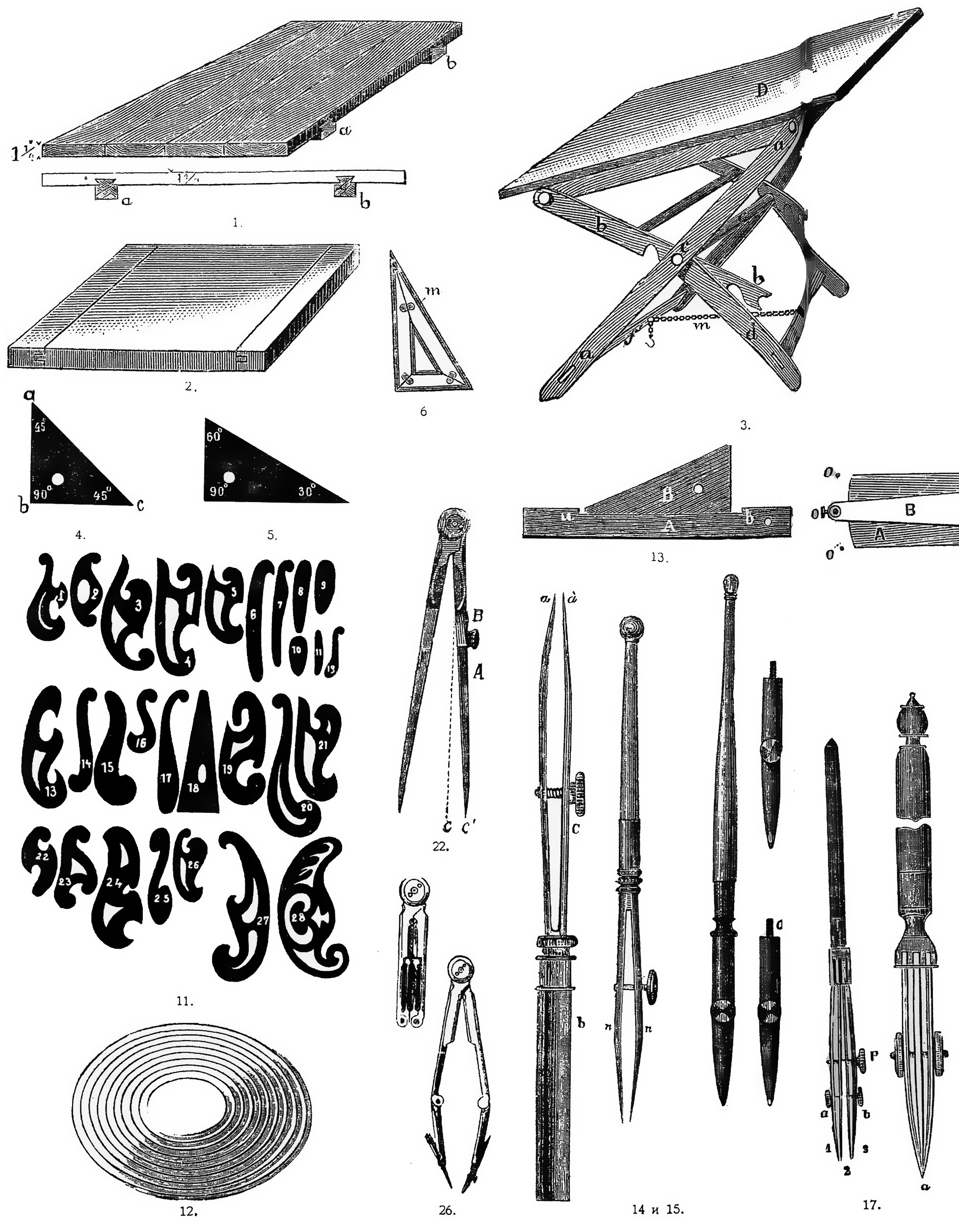
Креслярські інструменти для виконання креслеників.
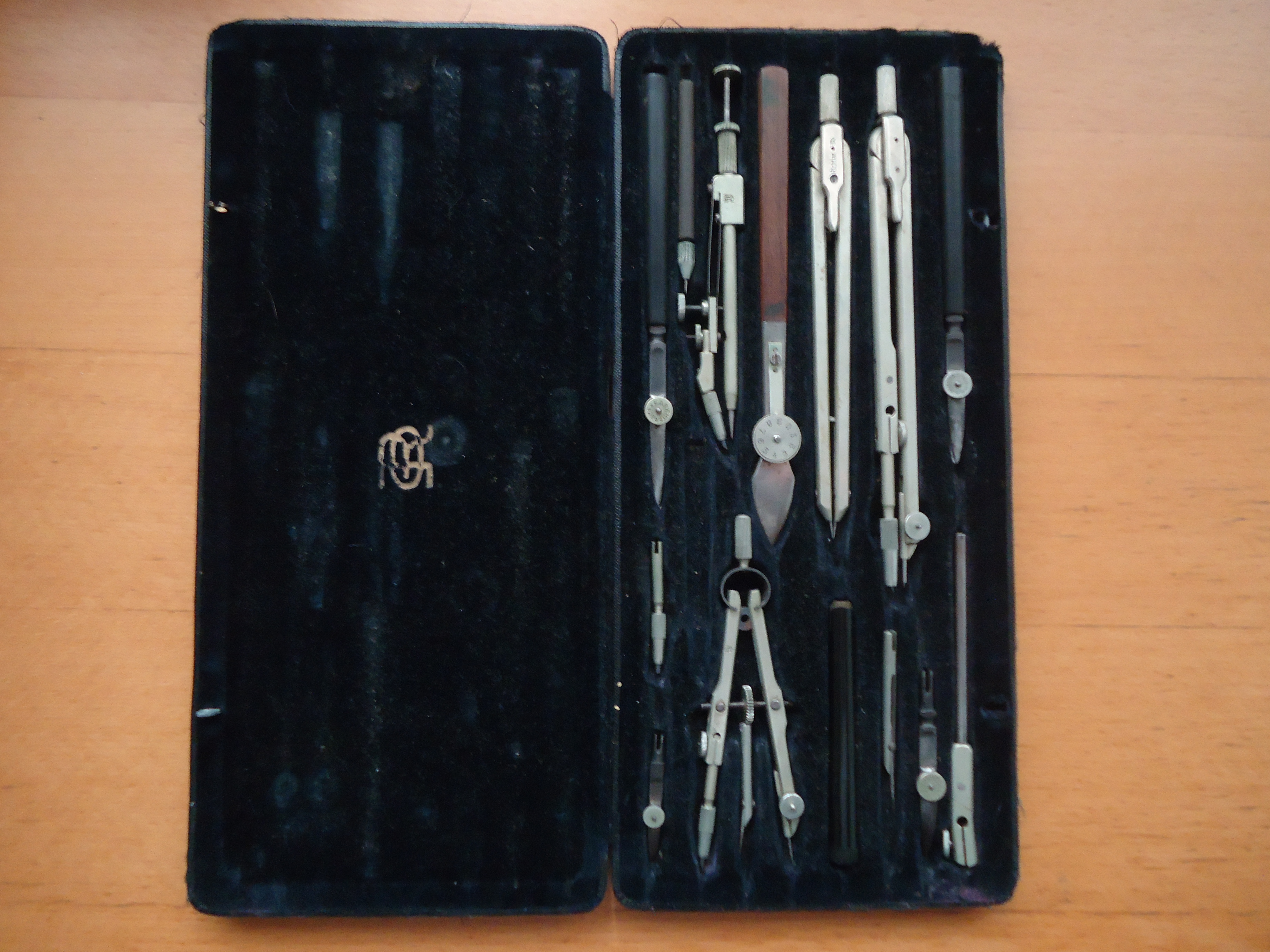
Набір креслярських інструментів (готовальня).
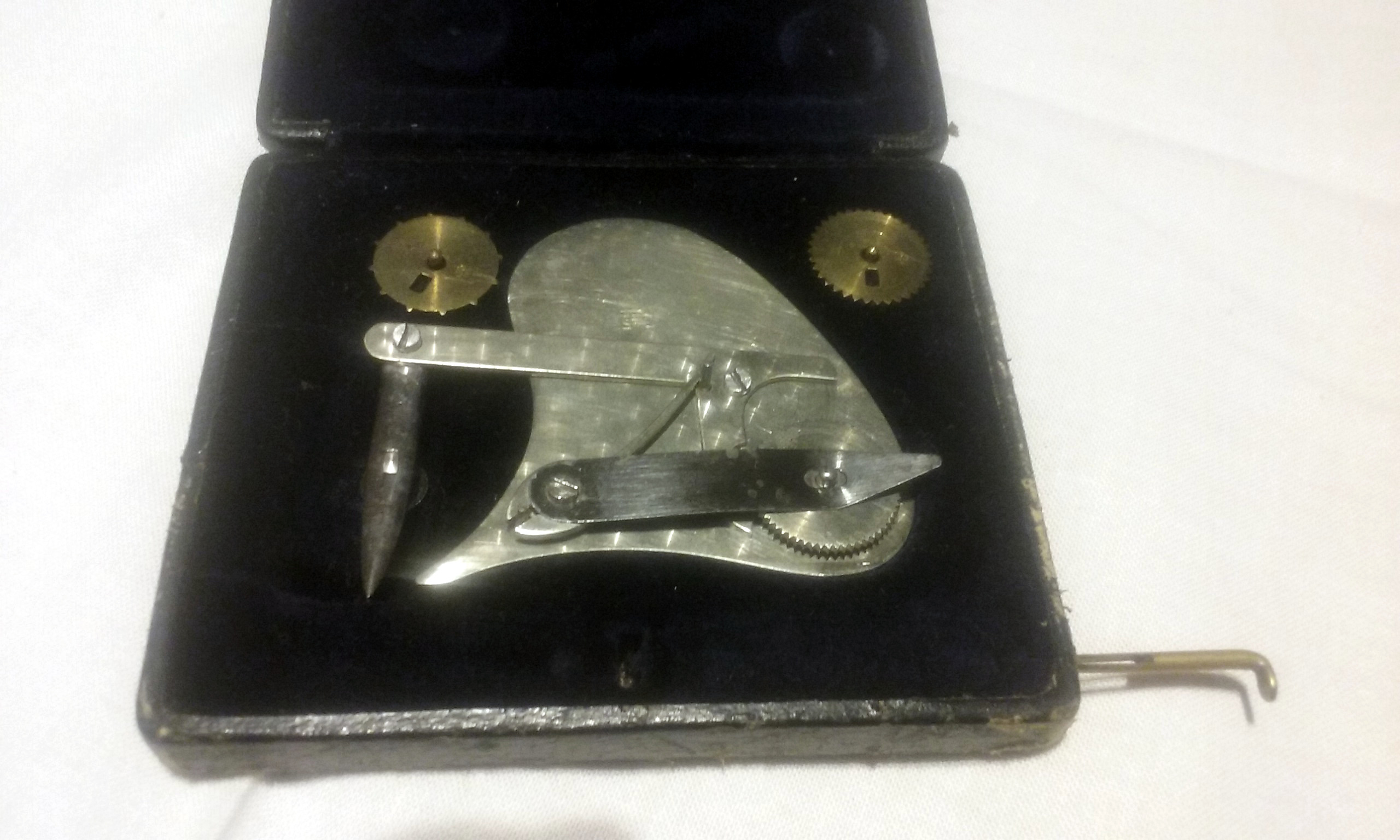
Креслярський інструмент Dietzgen 932S “Excello”[21][22] для нанесення пунктирних та штрих-пунктирних ліній.
- Робота з інструментом Dietzgen 932S “Excello”.
Масштабування контура з допомогою пантографа.
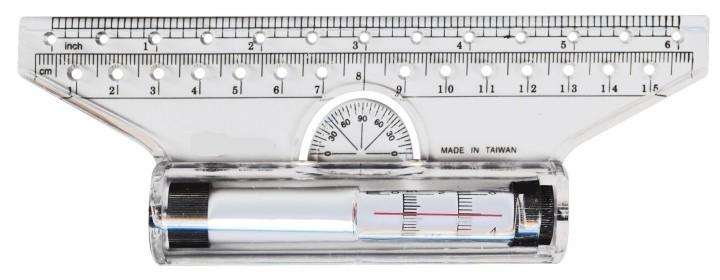
Рейсшина з роликами.
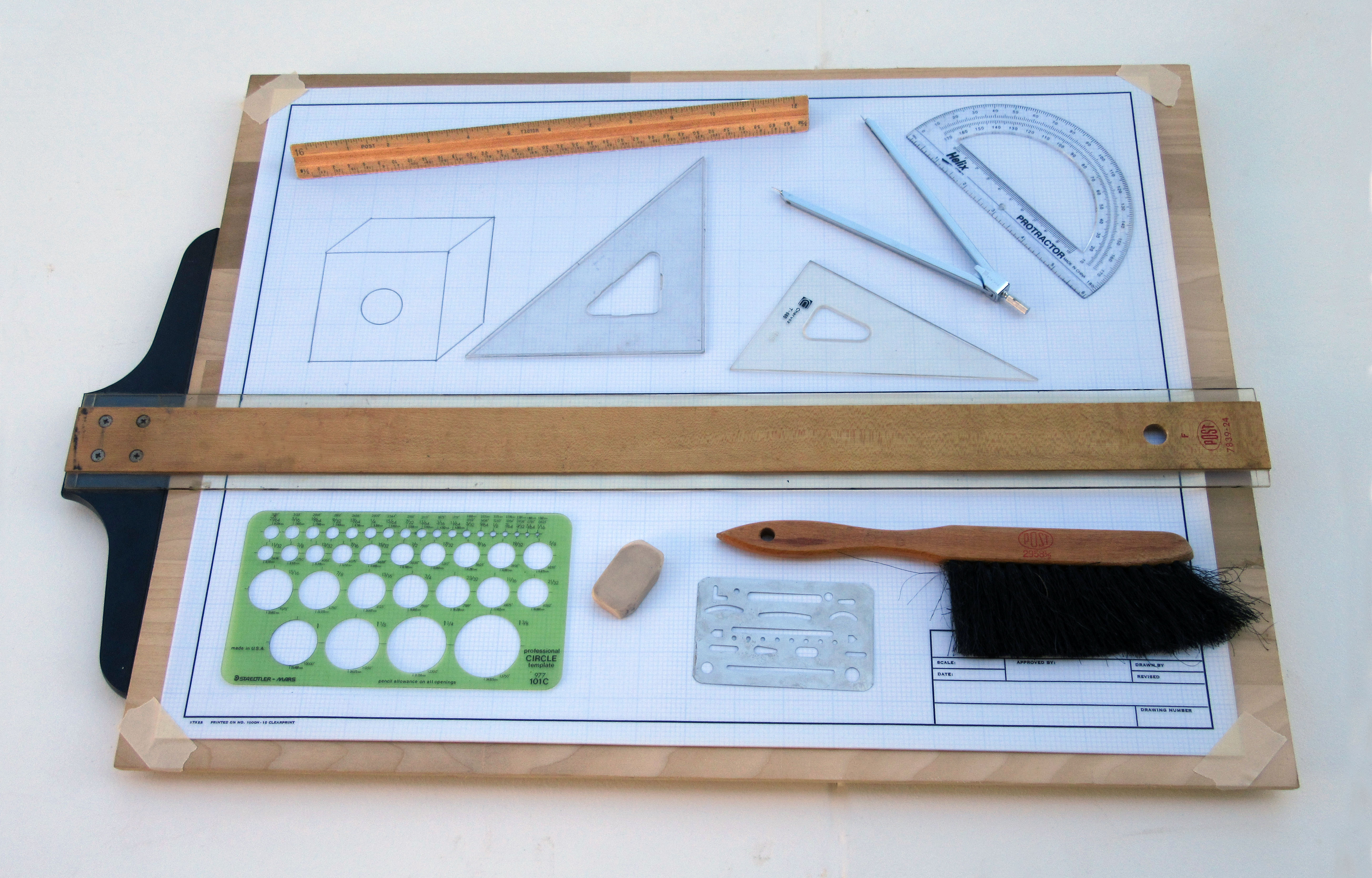
Креслярська дошка з однопланковою рейсшиною.
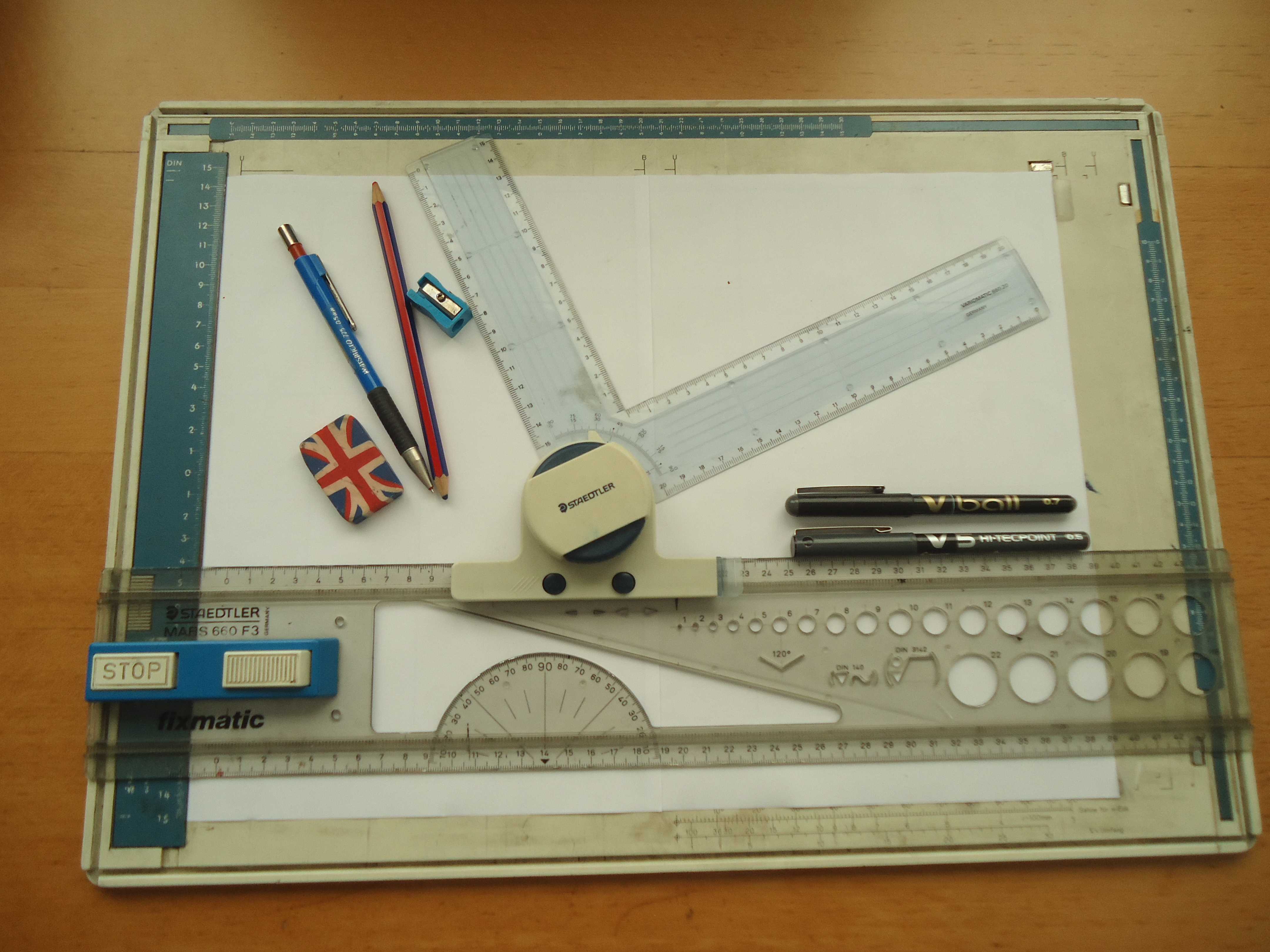
Настільний кульман.

## Похідні креслення
Копії і репродукції з вихідних креслень, доповнені при необхідності спеціальним змістом і призначені для вирішення поточних задач виробництва.

## Лакування креслень
Нанесення на креслення, виконані олівцем, тушшю і перекладними зображеннями, спеціального захисного лаку, що являє собою рідкий прозорий спиртовий полімер. Захисний лак наноситься на креслення пензлем, розпилювачем або за допомогою лакувальної машини, що складається з лакофарбового апарата — приводу, відкидних напрямних і приймального стовбурів і двох валиків, між якими пропускається креслення; один з цих валиків поміщений у ванну з лаком. Максимальна робоча ширина валиків 650 мм, продуктивність до 15 м/хв, габарити 950 × 550 × 800 мм, маса 90 кг.